# Sabrosa
Sabrosa là một huyện thuộc tỉnh Vila Real, Bồ Đào Nha. Huyện này có diện tích 157 km², dân số thời điểm năm 2001 là 7032 người.